# لحن جنائزي
اللحن الجنائزي هي لحن سير ذو مفتاح ثانوي وعداد بطيء مزدوج بسيط تقليد وتيرة مهيبة لموكب جنازة، من أهم الألحان الجنائزية في العالم هو المارش الجنائزي لفريدريك شوبان.